# Пневматофоры

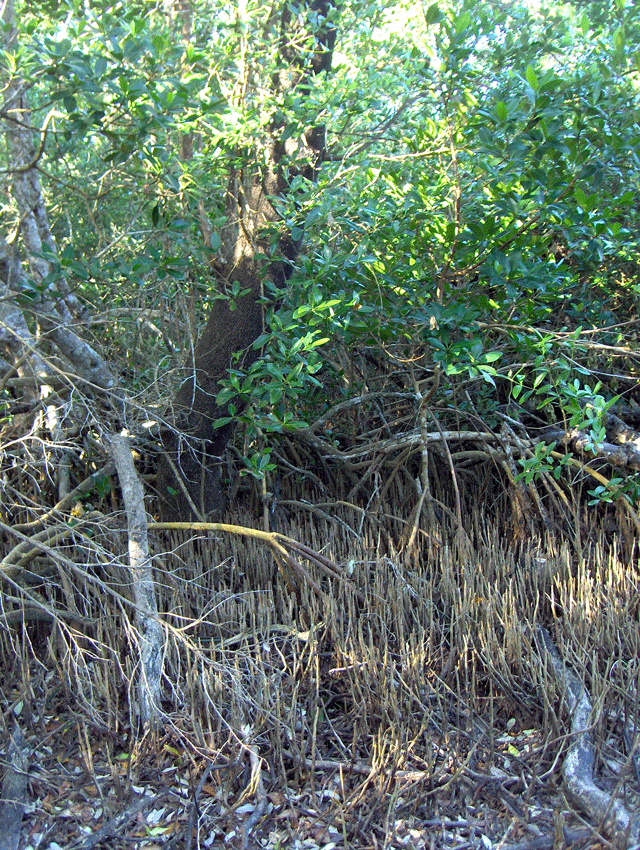
Пневматофоры авиценнии Avicennia germinans

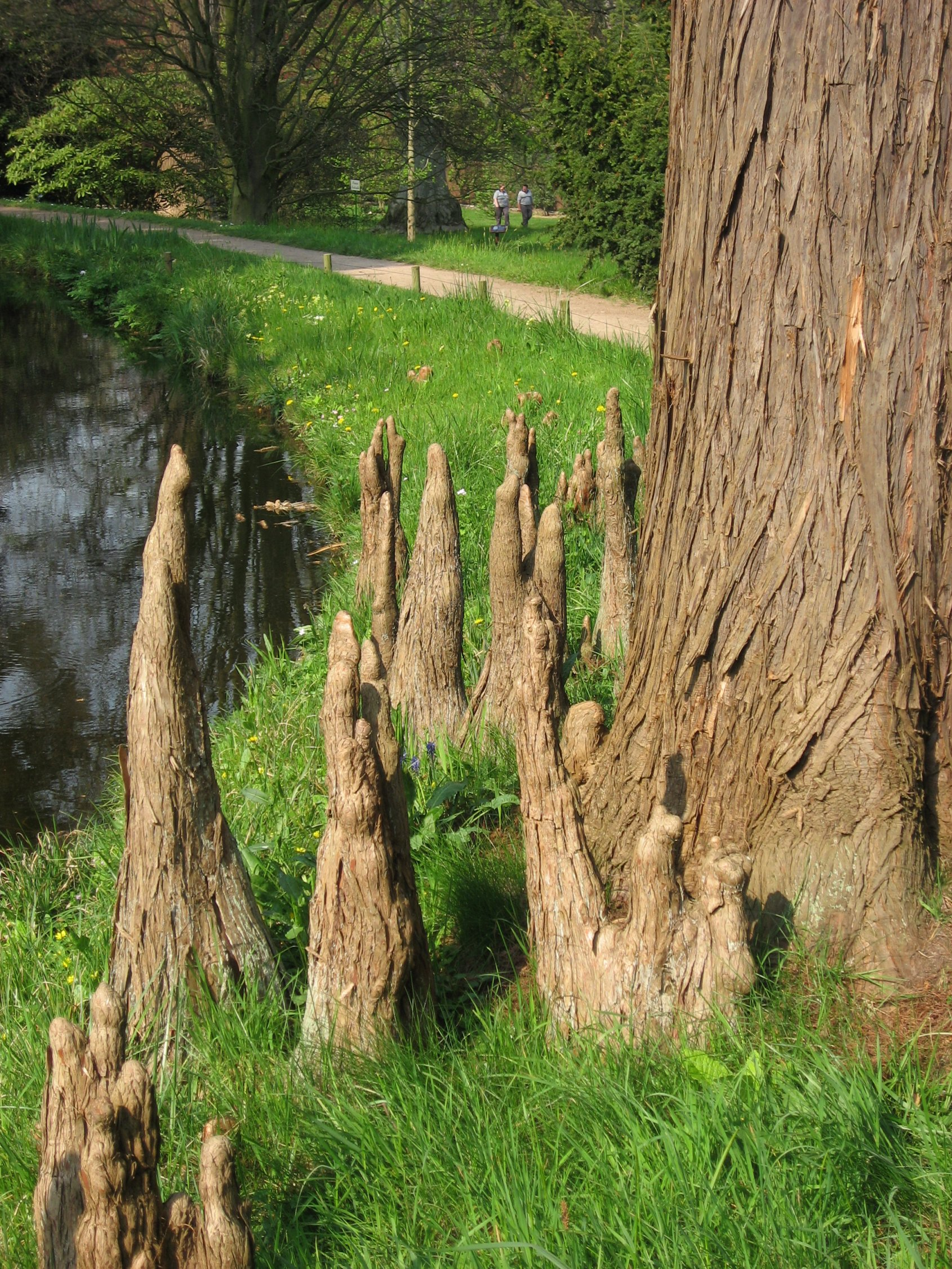
Пневматофоры таксодиума Taxodium ascendens

Пневматофоры (или пнейматофоры) — надземные, растущие вверх дыхательные корни некоторых древесных растений, развивающиеся из подземных корней или корневищ. Их основная функция — снабжение кислородом подземных частей растений, произрастающих в заболоченной почве и в приливно-отливной полосе морских побережий. Возможность снабжения воздухом подземных частей обеспечивает их анатомическое строение — тонкая кора, многочисленные чечевички, хорошо развитая система воздухоносных межклетников — аэренхима может составлять до 70% объёма корней. Обилие межклетников может обуславливать белый цвет пневматофор.
Пневматофоры наиболее характерны для некоторых мангровых растений (соннератия, авиценния),некоторых пальм, американского болотного кипариса, жюссиеи корневой (Jussieua repens). Пневматофоры ивы ломкой, произрастающей на заболоченных почвах, имеют вид торчащей вверх щётки красноватых корней. У авиценний пневматофоры высотой до 30 см растут через 15—20 см, у соннератий их высота может достигать 3 м. Одно дерево авиценнии высотой 2—3 м может иметь до 10 тыс. пневматофор. Однако высокая плотность пневматофор замедляет течение воды и этим способствует накоплению осадков, что может способствовать захоронению пневматофор.
Растения, у которых в обычных условиях недостатка почвенного кислорода есть пневматофоры, на незаболоченной почве их не образуют, например болотный кипарис, разводимый как декоративное растение.